# Snap! (série de televisão)
SNAP! é a nova Série Original Disney Channel, a série lembra muito PrankStars, que foi cancelada devida á prisão de Mitchel Musso, a série estreou dia 06 de Abril de 2012 nos Disney Channel EUA, mas foi cancelada, e não haverá exibição nos Disney Channels ao Redor do Mundo.

## Sinopse
A série é um tipo de Reality, onde os apresentadores escolhem casas, para que os familiares participem de brincadeiras engraçadas e inusitadas.

## Apresentadores
- Doug Brochu, ex-apresentador do show Sem Sentido! do Disney Channel.
- Brandon Mychal Smith, ex-apresentador do show Sem Sentido! do Disney Channel.

## Episódios
| Temporada | Temporada | Episódios | Estreia original                | Estreia Brasileira | Estreia Portuguesa |
| --------- | --------- | --------- | ------------------------------- | ------------------ | ------------------ |
|           | 1         | 1         | 06 de Abril de 2012 - Cancelado | Cancelado          | Cancelado          |

## Estreias Internacionais
| País                      | Canal                                    | Estreia             | Título |
| ------------------------- | ---------------------------------------- | ------------------- | ------ |
| Estados Unidos            | Disney Channel                           | 06 de Abril de 2012 | SNAP!  |
| Canadá                    | Family Channel                           | Cancelado!          | SNAP!  |
| Brasil                    | Disney Channel Brasil                    | Cancelado!          | SNAP!  |
| Argentina                 | Disney Channel Latino America            | Cancelado!          | SNAP!  |
| Chile                     | Disney Channel Latino America            | Cancelado!          | SNAP!  |
| Colômbia                  | Disney Channel Latino America            | Cancelado!          | SNAP!  |
| México                    | Disney Channel Latino America            | Cancelado!          | SNAP!  |
| Peru                      | Disney Channel Latino America            | Cancelado!          | SNAP!  |
| Venezuela                 | Disney Channel Latino America            | Cancelado!          | SNAP!  |
| Singapura                 | Disney Channel Asia                      | Cancelado!          | SNAP!  |
| Turquia                   | Disney Channel Turquia                   | Cancelado!          | SNAP!  |
| Polónia                   | Disney Channel Polónia                   | Cancelado!          | SNAP!  |
| Grécia                    | Disney Channel Grécia                    | Cancelado!          | SNAP!  |
| Itália                    | Disney Channel Itália                    | Cancelado!          | SNAP!  |
| Suécia                    | Disney Channel Suécia                    | Cancelado!          | SNAP!  |
| França                    | Disney Channel França                    | Cancelado!          | SNAP!  |
| Austrália · Nova Zelândia | Disney Channel Austrália & Nova Zelândia | Cancelado!          | SNAP!  |
| Reino Unido · Irlanda     | Disney Channel Reino Unido & Irlanda     | Cancelado!          | SNAP!  |
| Irlanda                   | Disney Channel Irlanda                   | Cancelado!          | SNAP!  |
| Bulgária                  | Disney Channel Bulgária                  | Cancelado!          | SNAP!  |
| Croácia                   | Disney Channel Croácia                   | Cancelado!          | SNAP!  |
| Chéquia                   | Disney Channel República Checa           | Cancelado!          | SNAP!  |
| Hungria                   | Disney Channel Hungria                   | Cancelado!          | SNAP!  |
| Roménia                   | Disney Channel Roménia                   | Cancelado!          | SNAP!  |
| Ucrânia                   | Disney Channel Ucrânia                   | Cancelado!          | SNAP!  |
| Portugal                  | Disney Channel Portugal                  | Cancelado!          | SNAP!  |
| Rússia                    | Disney Channel Rússia                    | Cancelado!          | SNAP!  |